# Mompha eremos
Mompha eremos é uma espécie de mariposa do gênero Mompha pertencente à família Coleophoridae.